# بمیجی ایرلاینز
بمیجی ایرلاینز (به انگلیسی: Bemidji Airlines) یک شرکت هواپیمایی با کد یاتا CH است که در تاریخ ۱۹۴۶ میلادی تأسیس شده است. دفتر مرکزی بمیجی ایرلاینز در بمیجی، مینه‌سوتا، ایالات متحده آمریکا واقع شده‌است و قطب این شرکت هواپیمایی در فرودگاه بین‌المللی مینیاپولیس−سنت پل قرار دارد.